# Rip Morgan
Mike Morgan, mais conhecido pelo nome no ringue Rip Morgan, é um ex-lutador e atual promotor de wrestling profissional neozelandês. Morgan é reconhecido por trabalhar para promoções como National Wrestling Alliance, World Championship Wrestling e World Class Championship Wrestling durante a década de 1990, onde fez parte do consagrado tag team The Sheepherders. Em 2006, Morgan criou a promoção neozelandesa Kiwi Pro Wrestling (KPW), que possui o show semanal Off the Ropes.